# Тврђава Каркасон
Тврђава Каркасон (фр. Carcassonne) је средњовековна градска тврђава на југу данашње Француске, 90 km југоисточно од Тулуза и спада у један од најбољих примера концентричних тврђава. Налази се у департману Од (Aude), у некадашњој области Лангдок (Languedoc) и део је истоименог града. Тврђава је са утврђеним насељем смештена на брду изнад долине у којој се још у средњем веку развијао истоимени град. На том месту се укрштају стари каравански путеви коришћени још у доба 
Римљана. Тврђава се од 1997. године налази на листи УНЕСКО-ве светске баштине.

## Историја Каркасона
Прво насеље на подручју Каркасона датирано је око 3500. п. н. е., али насеље на брду Карсак постаје значајна пијаца у V веку п. н. е.. Римљани утврђују брдо Карсак око 100. п. н. е.иста, а насеље се назива Јулија Карсако (Julia Carsaco), а касније краће Каркасум(Carcasum), остаци те римске тврђаве и дан данас чине главни део северних бедема утврде.
Визиготски краљ Теодорик II држао је тврђаву у свом поседу од 453. године, а Римљани су му је као и целу ту област званично уступили 462. године. Теодорик је појачао и проширио тврђаву, а приписује му се и изградња базилике на чијим је темељима касније подигнута катедрала Сен Назер.
Франачки краљ Хлодовех I покушао је 508. године да заузме тврђаву, али је његов напад одбијен, а Каркасон остаје у визиготским рукама све до 725. године када га заузимају Сарацени. Пипин Мали је водио са Арабљанима борбе око Каркасона током 759. и 760. године.
Виконт Албија и Нима, Ремон Бернар Тренкавел долази женидбом 1067. године у посед Каркасона који ће остати у рукама његове породице до 1209. године. Током тог времена изграђен је Шато Комтал и катедрала Сен Назер. Папа Урбан II је 1096. године благословио темеље нове катедрале, која је требало да заустави продор Патаренске јереси у ове крајеве. Међутим и поред тога народ је на челу са Тренкавелима био главно упориште Патарена, због чега га је Симон де Монфорт опсео током Албижанског похода. Град се предао августа 1209. године, а Монфор је наредио да се Тренкавели побију, након чега је он постао нови виконт. Током његове владавине бедеми су додатно ојачани, тако да се покушај једног од Тренкавела да освоји тврђаву 1240. године завршио неуспехом.
Каркасон од тада постаје главна француска погранична тврђава према краљевини Арагон. Град долази у посед француске круне и 1247. године Луј IX оснива нови део града са друге стране реке, а његов наследник Филип III је додао спољашњи прстен бедема, тако да Едвард Црни Принц није успео да га заузме 1355. године током стогодишњег рата.
Пиринејским споразумом из 1659. године краљевина Француска долази у посед Русијона, чиме је Каркасон изгубио на стратешком значају, пошто се граница померила на југ. Тврђава од тада почиње полако да пропада, а град постаје средиште вунарске индустрије.

### Обнова тврђаве
Катастрофално стање тврђаве приморало је француску владу да 1849. године донесе одлуку о његовом рушењу. Овој одлуци успротивили су се градоначелник Жан Пјер Крос Мејревил и писац Проспер Мериме који су повели кампању за очување и реновирање тврђаве. Ежен Виол ле Дик је исте године добио задатак да свој рад са обнове катедрале Сен Назер прошири на целу утврду.
Радови су отпочели 1853. године на западним и југозападним бедемима, кулама и капији
Нарбонези, главном улазу у град. Бедеми су ојачани, а обновљена је и кровна конструкција. После Еженове смрти 1879. године према његовим нацртима обнову Каркасона довршио је његов ученик Пол Боснилвалд.
Рад Ежена Виол ле Дика се сматра једним од најбољих рестаураторских радова на пољу 
фортификационе архитектуре. Међутим велика замерка његовом раду на обнови Каркасона представља чињеница да су кровне конструкције обновљене у стилу северне Француске. Њихова карактеристика су високи шпицасти куполики кровови који су спречавали задржавање снега прекривени плавим плочама, насупрот ниским крововима прекривеним црвеним црепом који је карактеристика јужне Француске (односно не-снежних предела). Без обзира на ту недоследност приликом обнове, Каркасон се сматра једном од најрепрезентативнијих тврђава на свету, иако, попут Нојшвајнштајна, није аутентична.

## Изглед тврђаве
Каркасон се састоји од двоструких концетричних бедема са укупно 53 куле. Чини га велики спољашњи бедем који је штитио насеље и унутрашњи прстен који је чувао Цитаделу у којој се налазило седиште феудалне управе.